# Сула Міранда
Суелі Бріто ді Міранда (порт. Suely Brito de Miranda; нар. 12 листопада 1963, Сан-Паулу, Бразилія), більше відома як Сула Міранда (порт. Sula Miranda) — бразильська співачка і композитор, що здобула популярність в 1980-ті роки.
Свою кар'єру почала в дівочій поп-групі As Melindrosas, куди входили також її сестри Яра і Марія, пізніше до них приєдналася подруга Паула. Їх перший альбом Disco Baby мав успіх і був проданий тиражем мільйон копій.
Після розпаду групи, в 1986 році починає свою сольну кар'єру і випускає перший диск Sula Miranda.

## Дискографія
- Sula Miranda — Volume 1 (1986)
- Sula Miranda — Volume 2 (1988)
- Sula Miranda — Volume 3 (1989)
- Sula Miranda — Volume 4 (1990)
- Sula Miranda — Volume 5 (1991)
- Sula Miranda — Volume 6 (1992)
- Sula Miranda — Volume 7 (1993)
- Sula Miranda — Volume 8 (1994)
- Sula Miranda — Volume 9 (1996)
- Ao Vivo (1997)
- Parada Obrigatória (1998)
- Ao Vivo II (1999)
- Coletânea Só Sucessos (1999)
- Minha História é a Sua (2003)
- Coração de Louvor (2007)
- Estrada de Bênçãos (2009)
- Prova de Amor (2012)
- Inabalável (2015)
- Aos Teus Pés (2018)